# Crisisina gracilis
Crisisina gracilis är en mossdjursart som beskrevs av Philippi 1844. Crisisina gracilis ingår i släktet Crisisina och familjen Tubuliporidae. Inga underarter finns listade i Catalogue of Life.